# Sainte-Marguerite-de-Carrouges
Sainte-Marguerite-de-Carrouges is een gemeente in het Franse departement Orne (regio Normandië) en telt 213 inwoners (1999). De plaats maakt deel uit van het arrondissement Alençon.

## Geografie
De oppervlakte van Sainte-Marguerite-de-Carrouges bedraagt 8,8 km², de bevolkingsdichtheid is 24,2 inwoners per km².
De onderstaande kaart toont de ligging van Sainte-Marguerite-de-Carrouges met de belangrijkste infrastructuur en aangrenzende gemeenten.

## Demografie
Onderstaande figuur toont het verloop van het inwonertal (bron: INSEE-tellingen).